# G. 콜린스 앤드 선즈
G. 콜린스 & 선즈 리미티드(G. Collins and Sons Limited)는 로열 턴브리지 웰스에 위치한 76/78 하이스트리트의 주얼리 회사이며 사우스이스트잉글랜드에 있다.

## 배경
엘리자베스 2세 여왕은 2000년에 해리 콜린스를 그녀의 개인 보석상으로 임명했다. 그는 2016년에 Member of the Royal Victorian Order (MVO)에 임명되었다.
2007년부터 2012년까지 해리 콜린스는 영국의 대관보기의 관리를 담당했던 Garrard & Co의 후임으로 크라운 주얼러(Crown Jeweller)를 역임하기도 했다.
2012년에 해리 콜린스는 헨리 8세의 왕관을 재현하는 일을 담당했는데, 이 왕관은 현재 햄프턴코트궁에서 대중에게 전시되고 있다.